# Газа (провинция, Мозамбик)
Га́за (порт. Gaza) — провинция в Мозамбике. Площадь провинции равна 75 709 км². Численность населения 1 251 323 человек (на 2007 год). Административный центр провинции Газа — город Шаи-Шаи.

## География
Провинция Газа находится в южной части Мозамбика. К северу от неё расположена провинция Маника, к востоку — провинция Иньямбане, к югу — провинция Мапуту. На северо-западе провинции Газа проходит государственная граница между Мозамбиком и Зимбабве, на западе — государственная граница между Мозамбиком и Южной Африкой. На юго-востоке Газа омывается водами Индийского океана.

## Административный центр

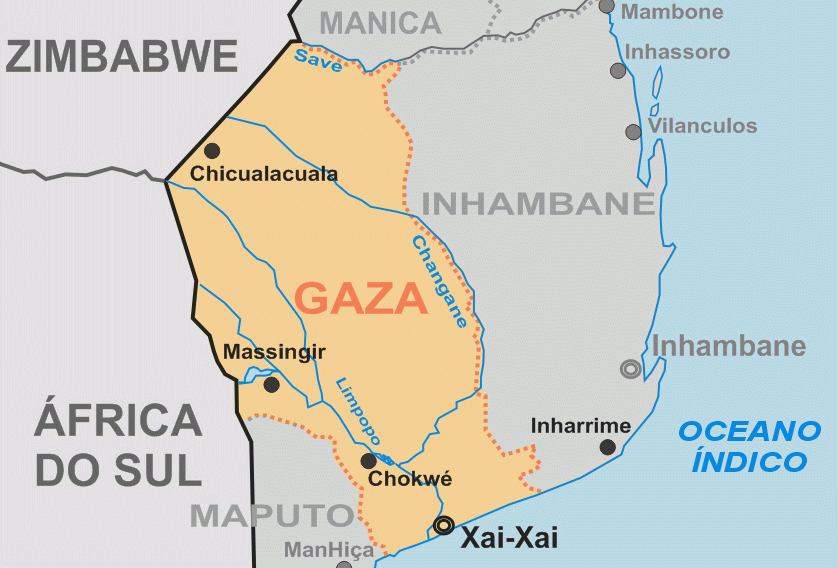
Административная карта провинции Газа.

В административном отношении она разделена на 11 округов и 6 муниципалитетов:

### Округа
- Билен-Масия (Bilene Macia)
- Шибуто (Chibuto)
- Шиквалаквала (Chicualacuala)
- Шигубо (Chigubo)
- Шокве (Chókwè)
- Гвижа (Guijá)
- Мабалане (Mabalane)
- Манжаказе (Manjacaze)
- Масажена (Massagena)
- Масинжир (Massingir)
- Шаи-Шаи (Xai-Xai)

### Муниципалитеты
- Манжаказе (Manjacaze)
- Масиа (Macia)
- Прая-ду-Билене (Praia do Bilene)
- Шаи-Шаи (Xai-Xai)
- Шибуто (Chibuto)
- Шокве (Chókwè)

## Галерея

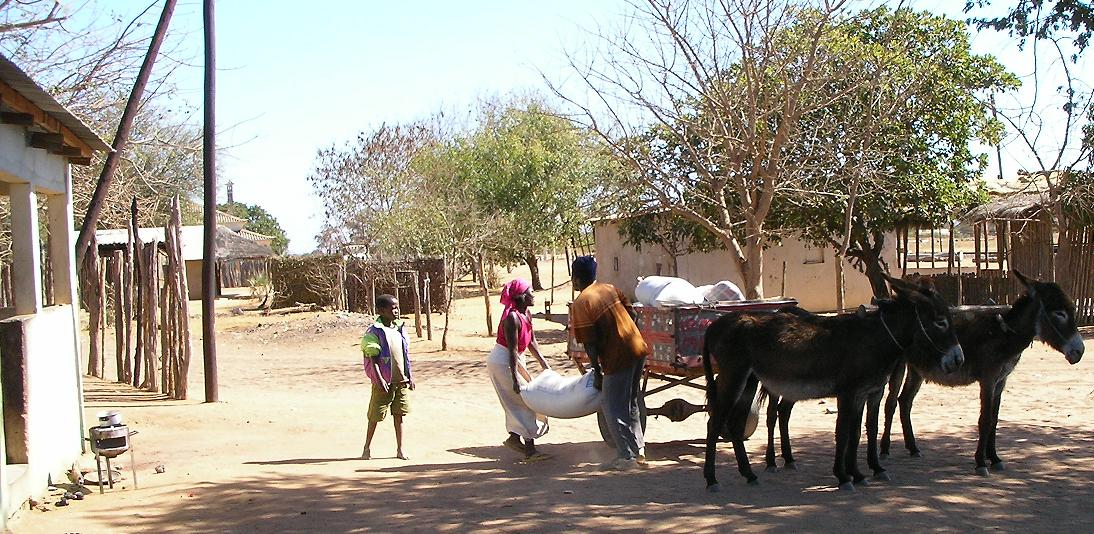
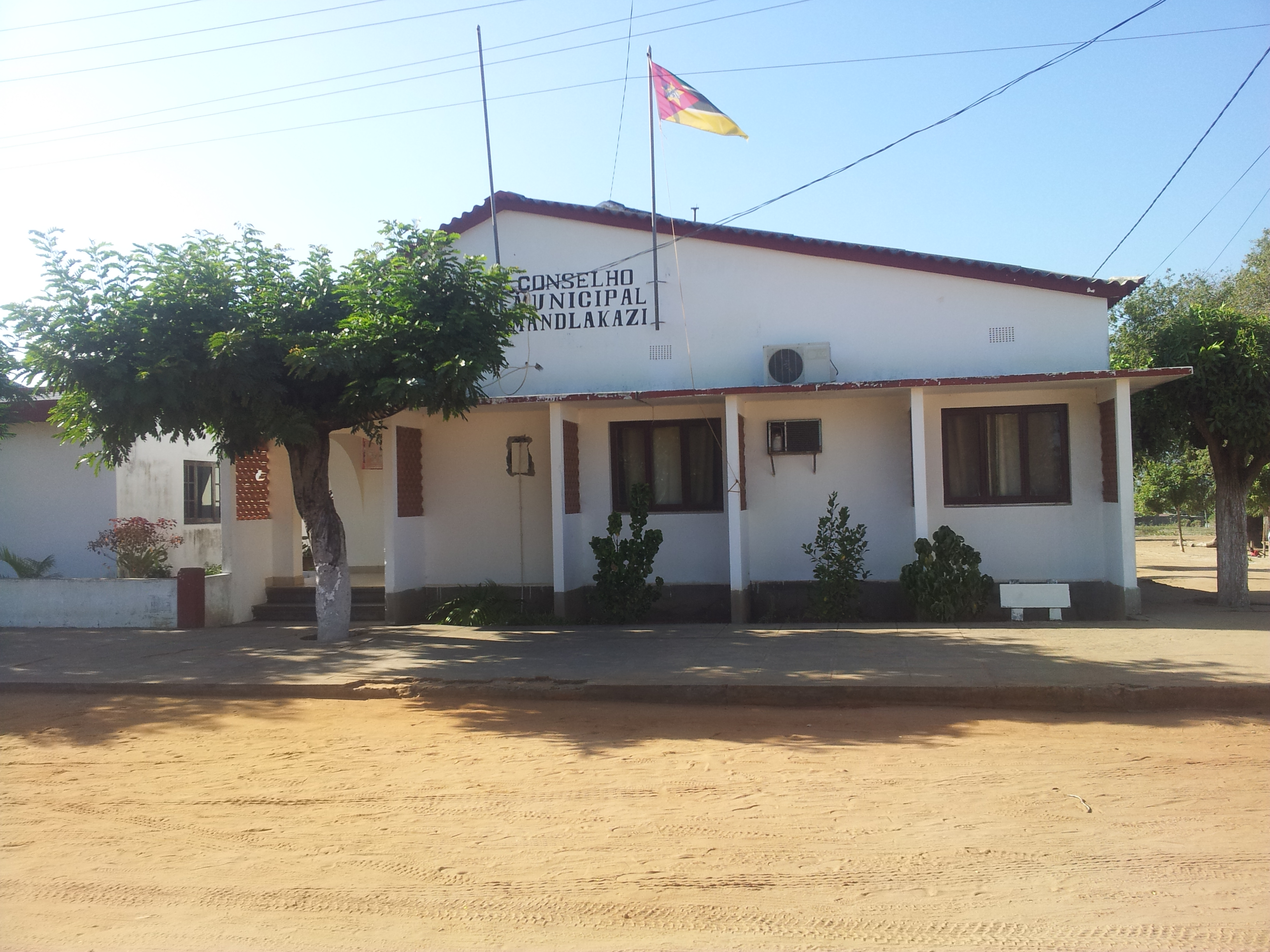
Городской Совет Мандлакази
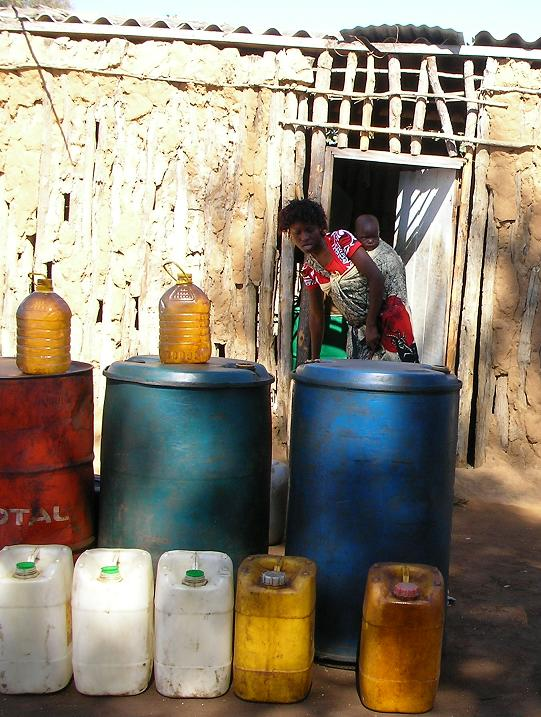
Женщина продает дизельное топливо на автомобильной заправке в Мапаи
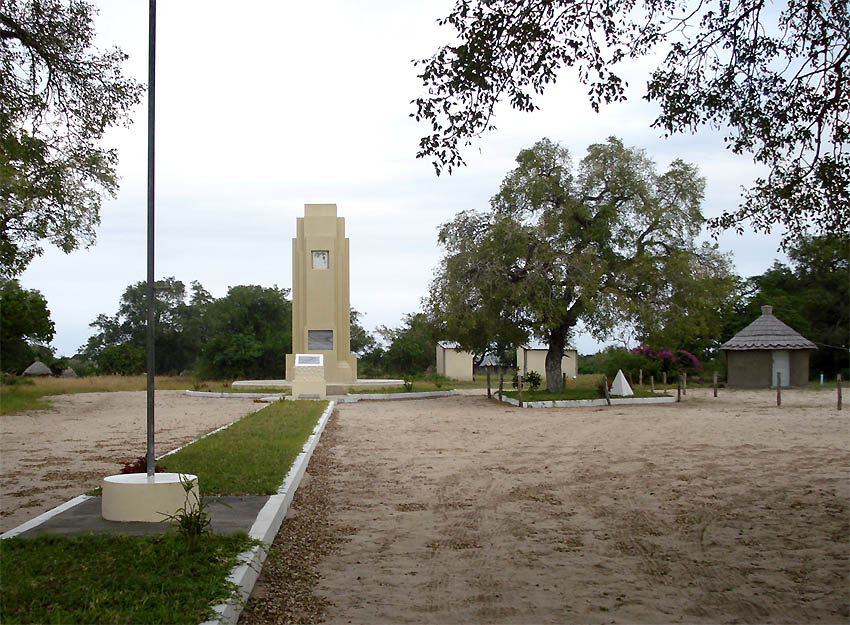
Памятник императору Нгунгутхане в Чамите
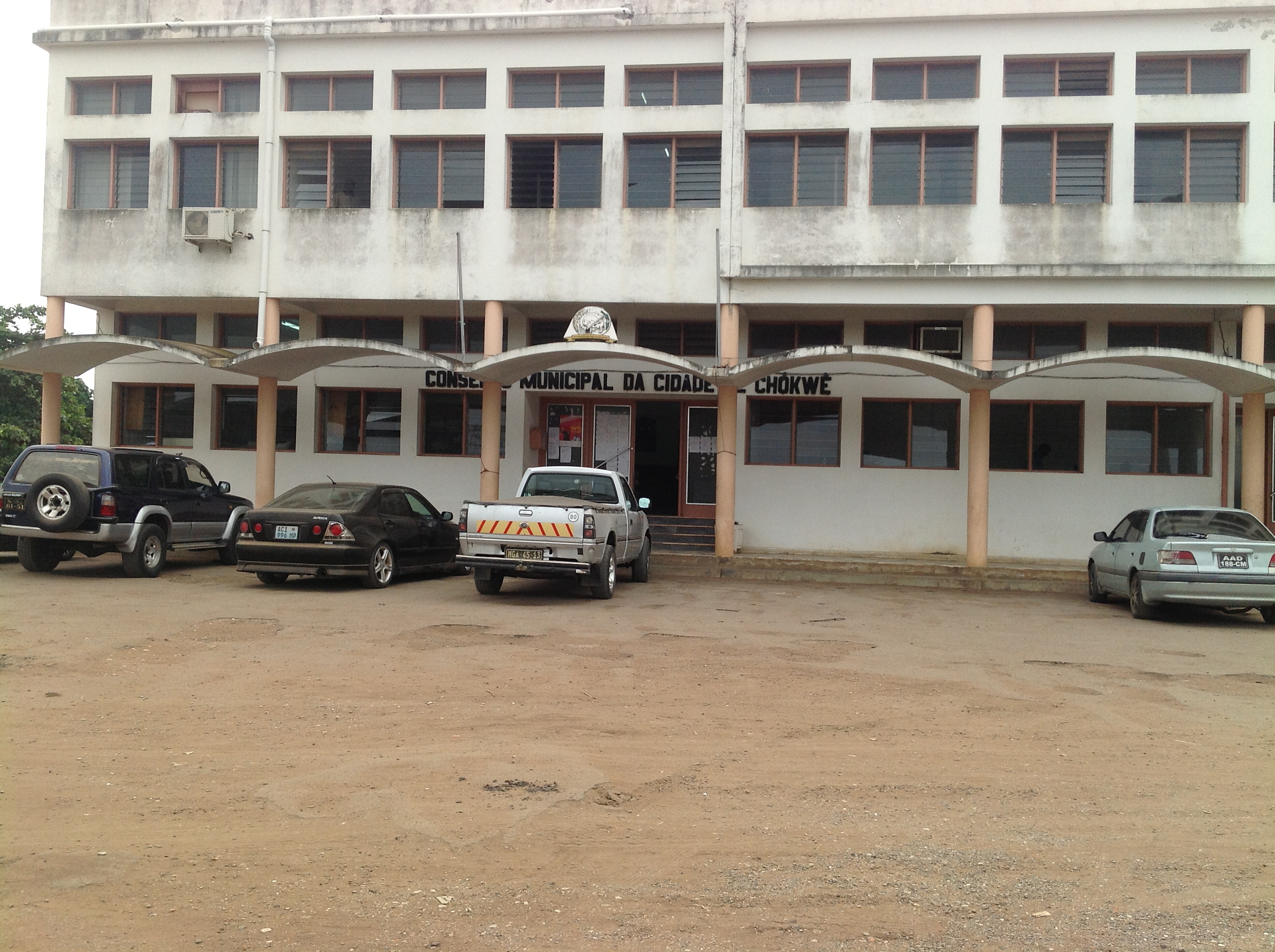
Городской Совет Шокве
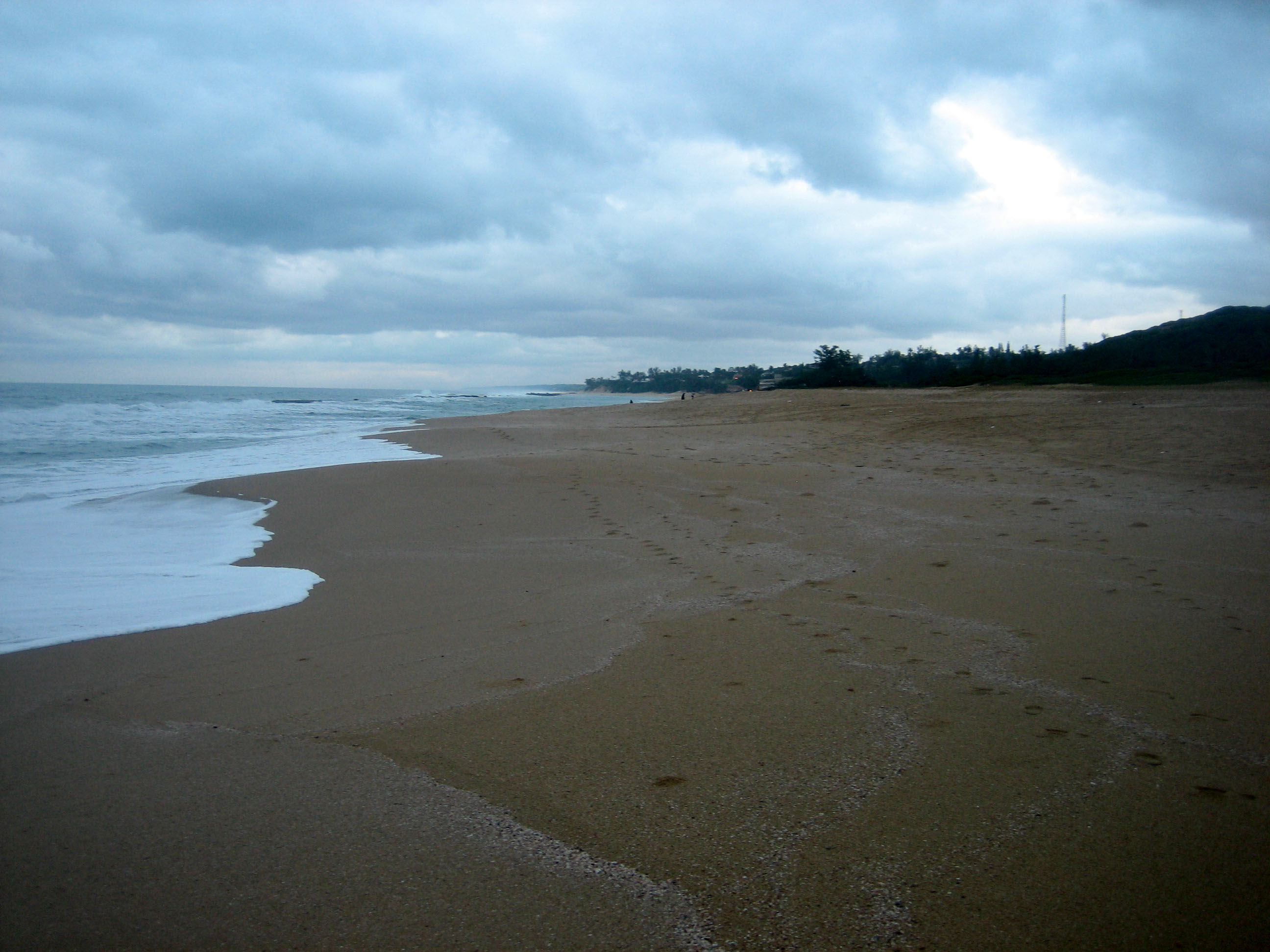
Пляж в Шаи-Шаи
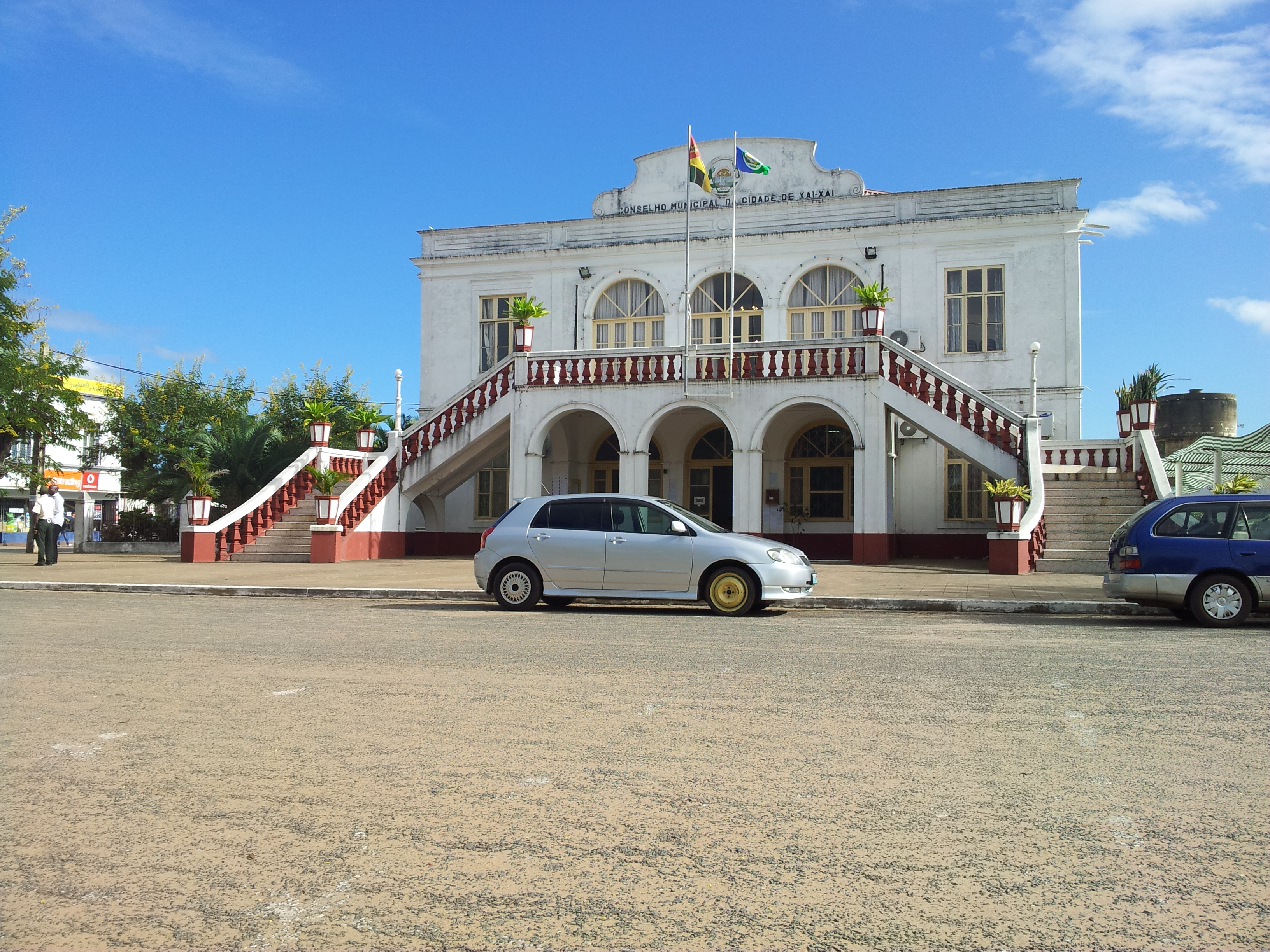
Городской Совет Шаи-Шаи
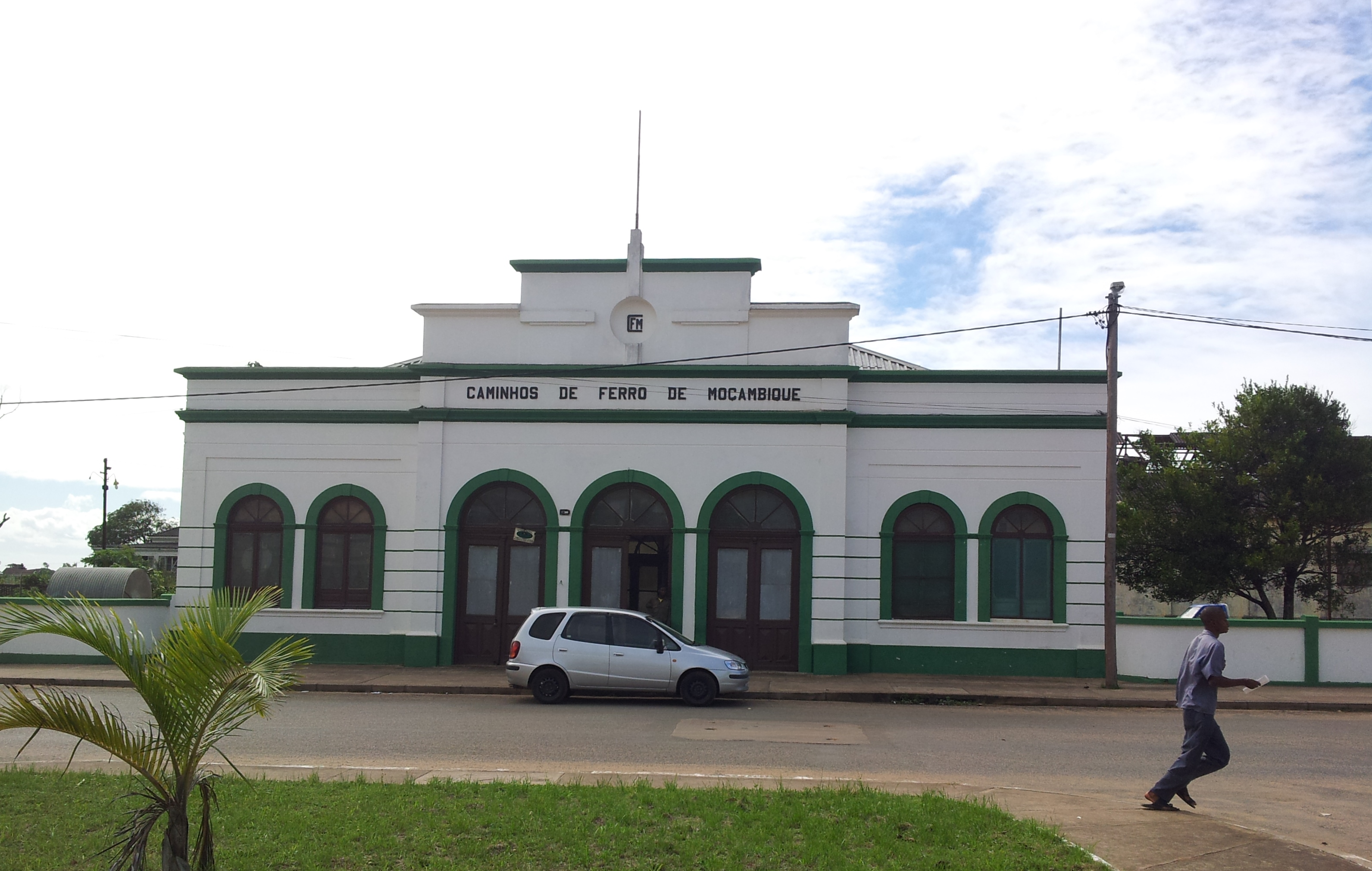
Железнодорожний вокзал в Шаи-Шаи
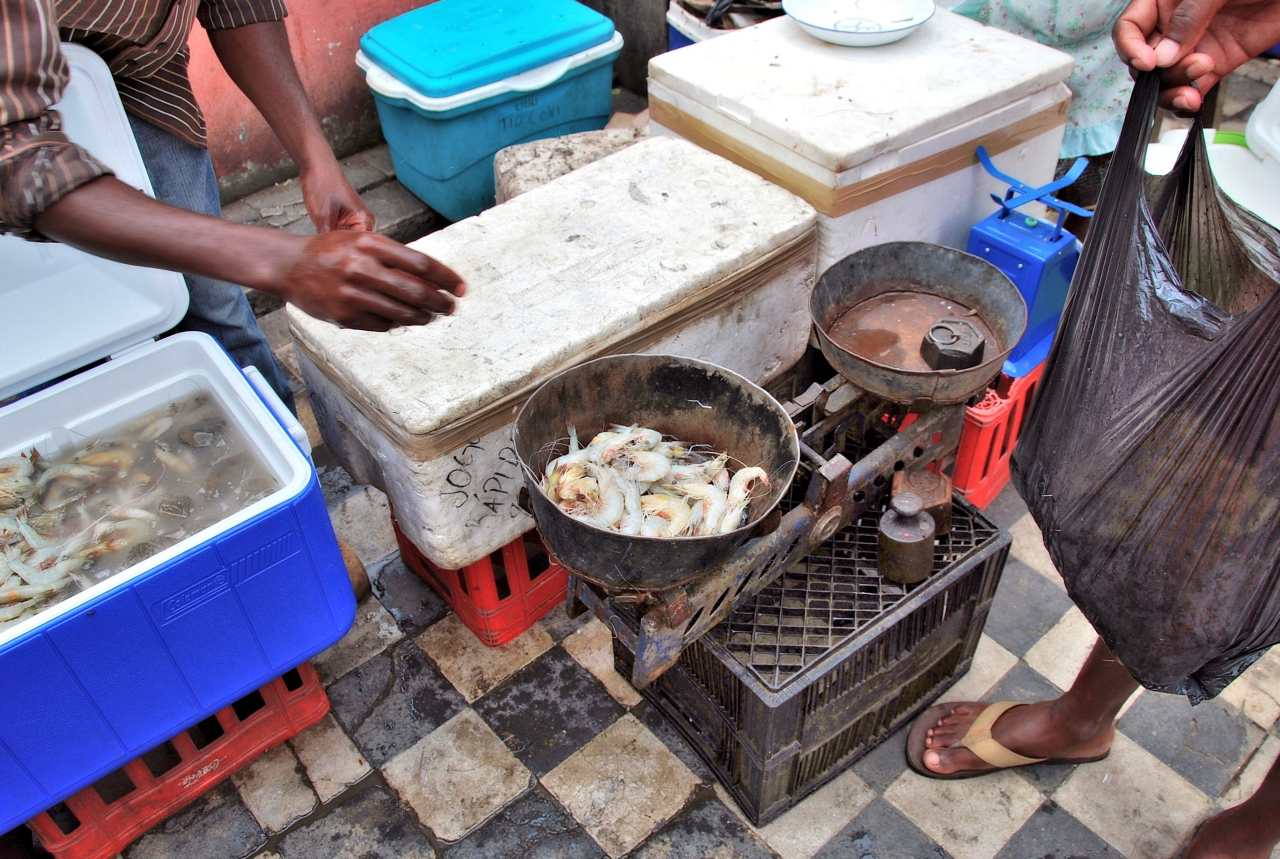
Продажа креветок на базаре в Шаи-Шаи
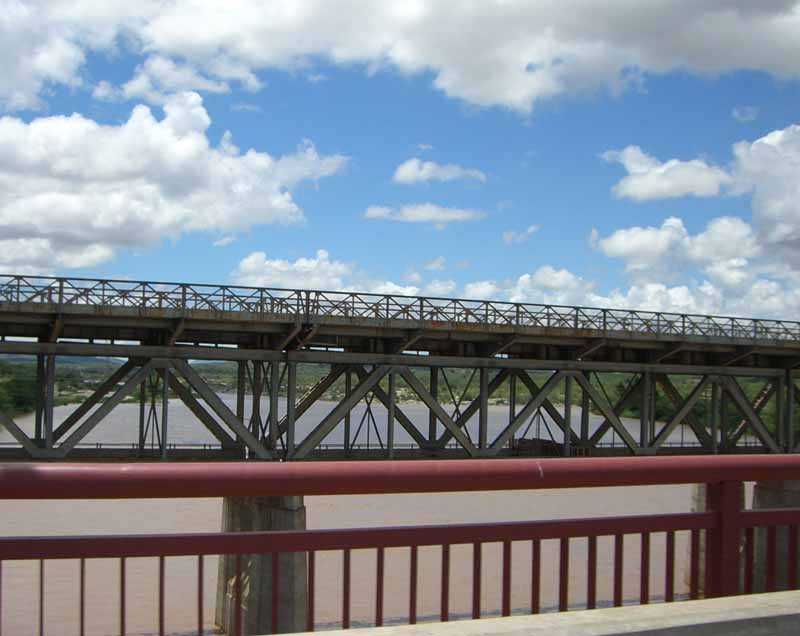
мост через речку Лимпопо
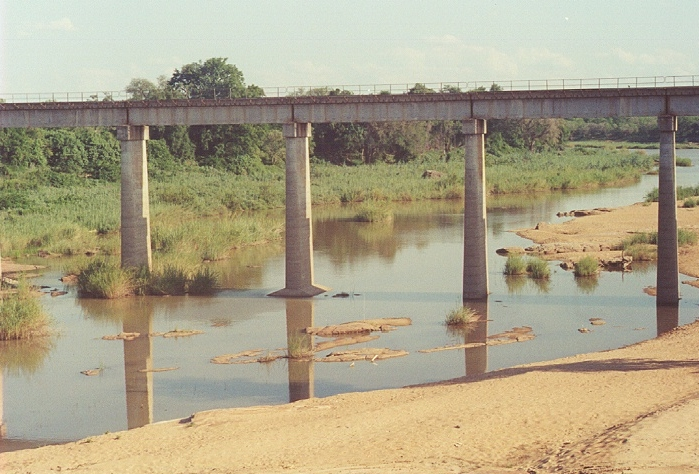
мост через речку Бубай
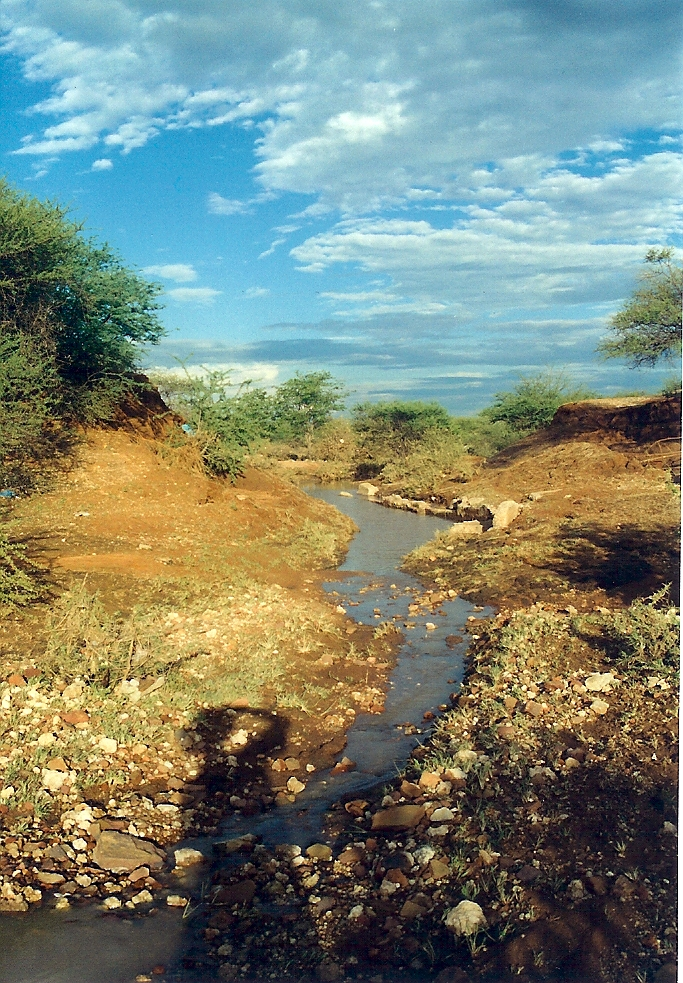
речка Лоцане
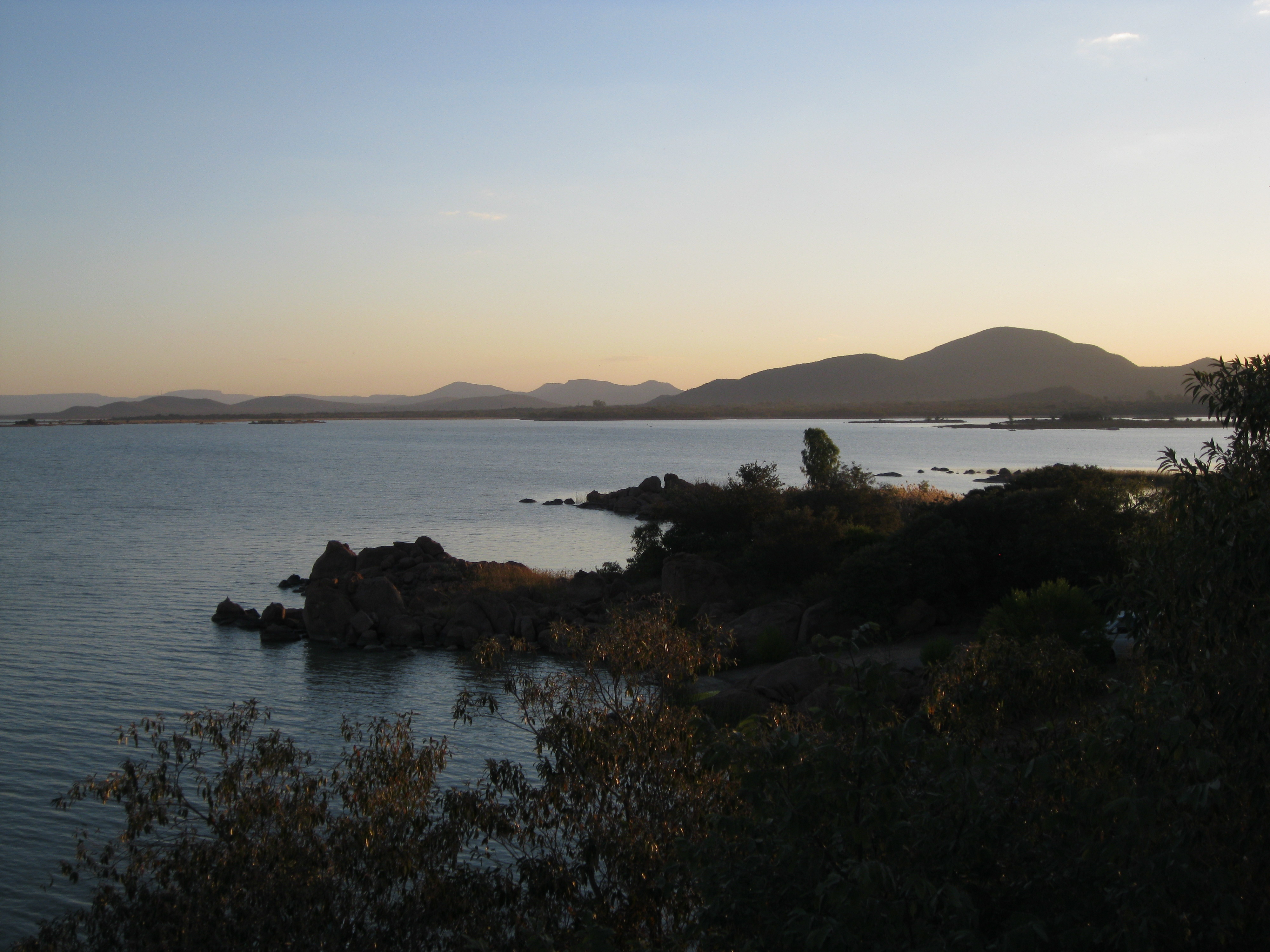
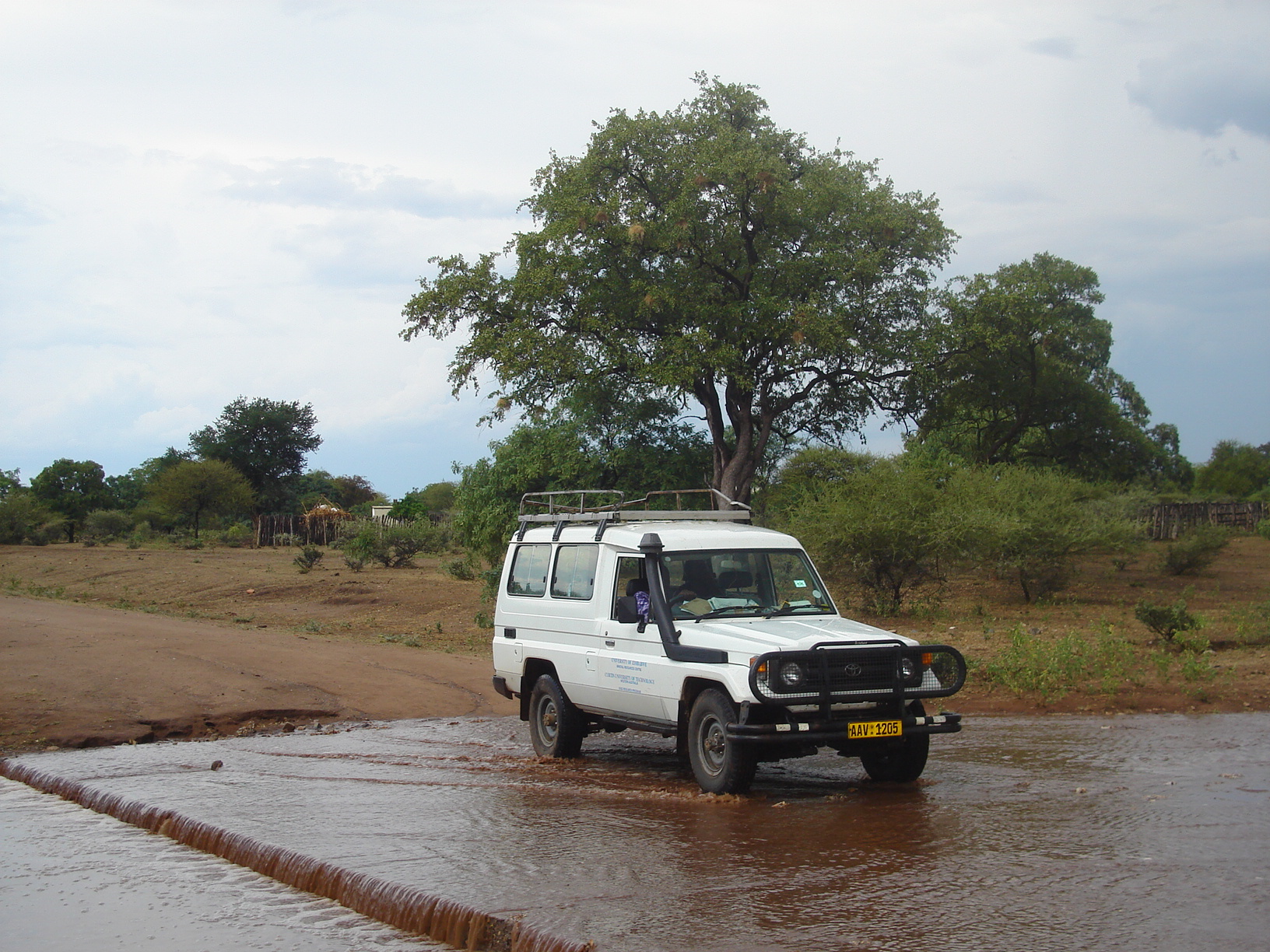
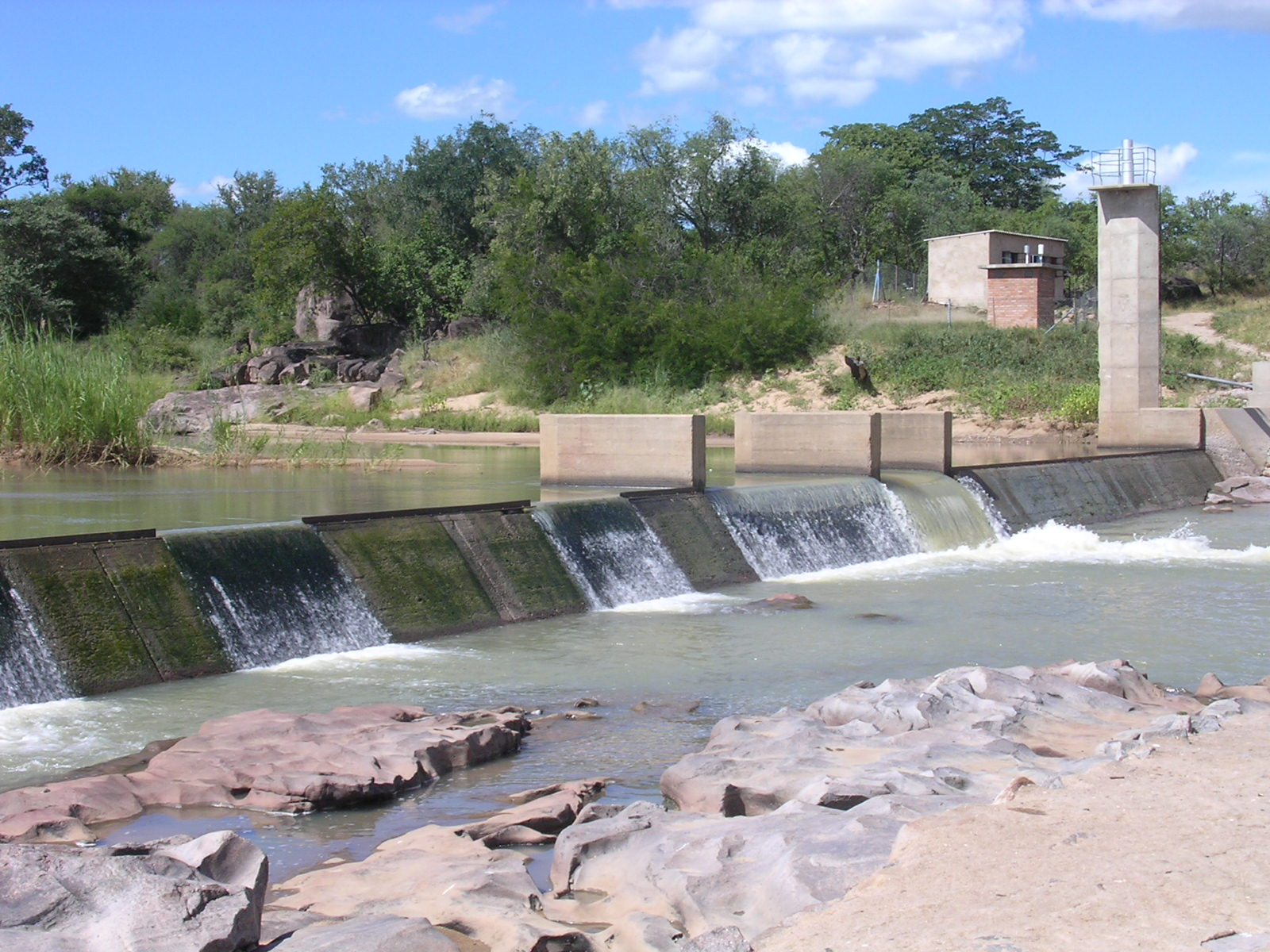
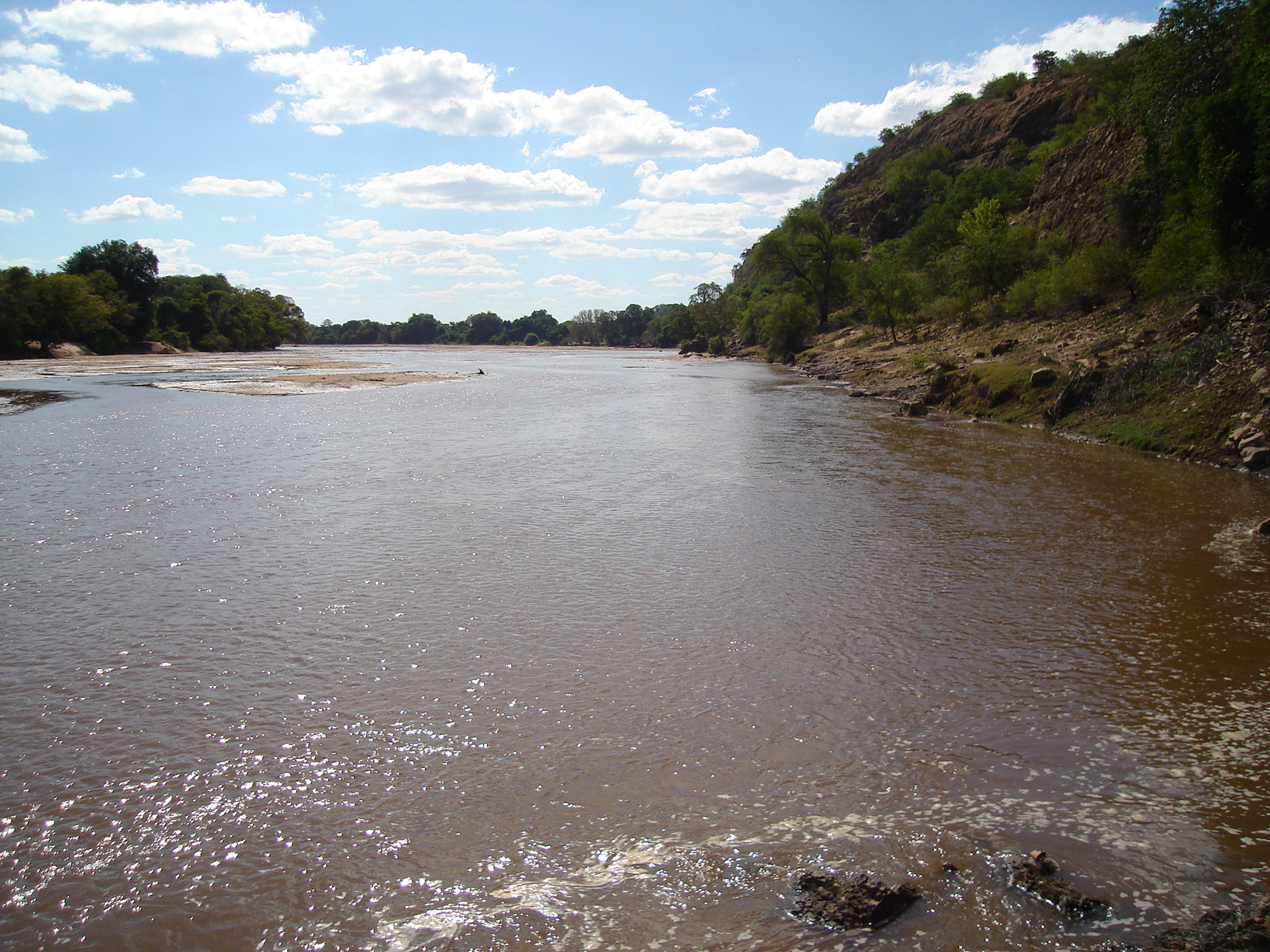
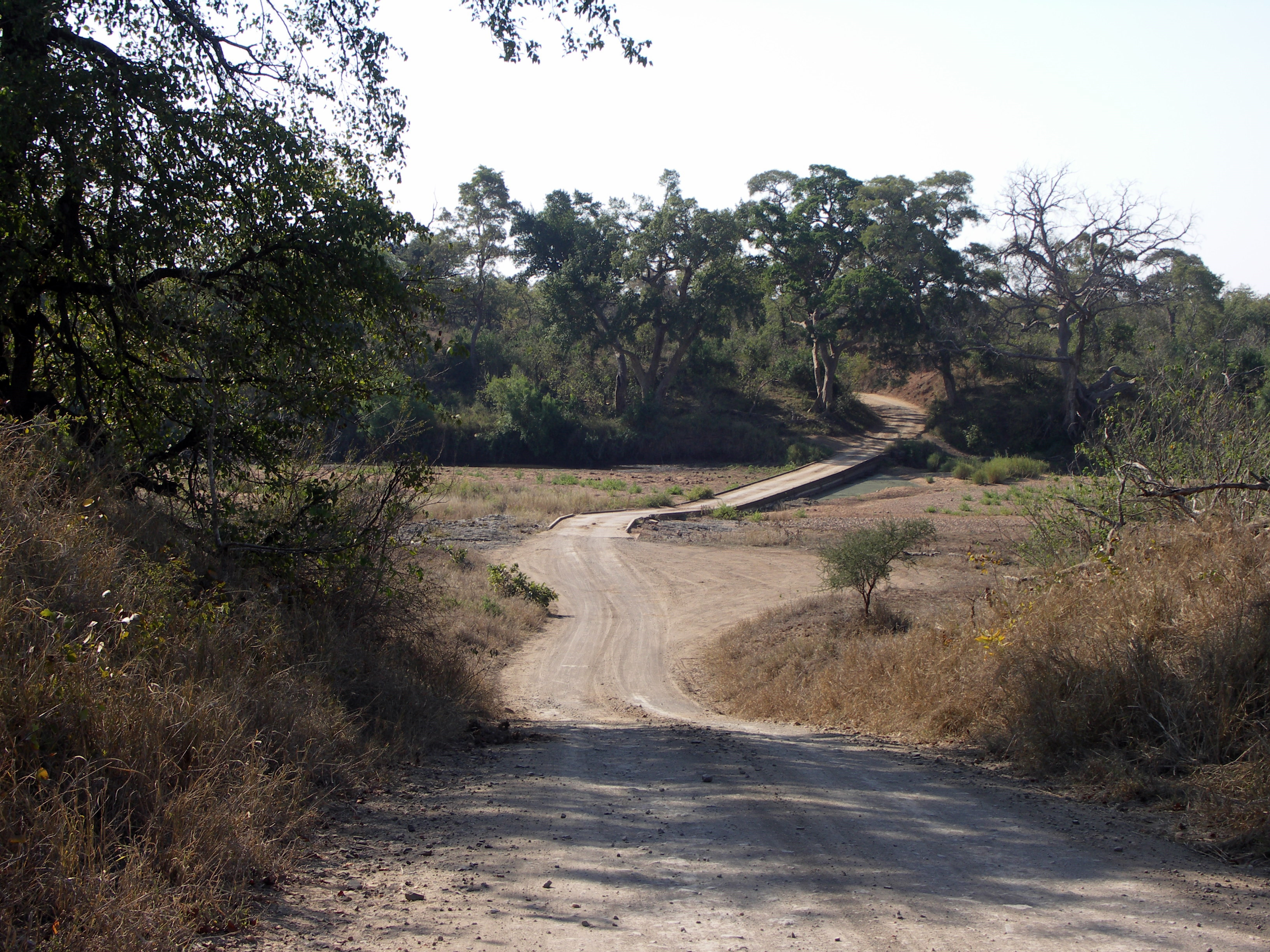
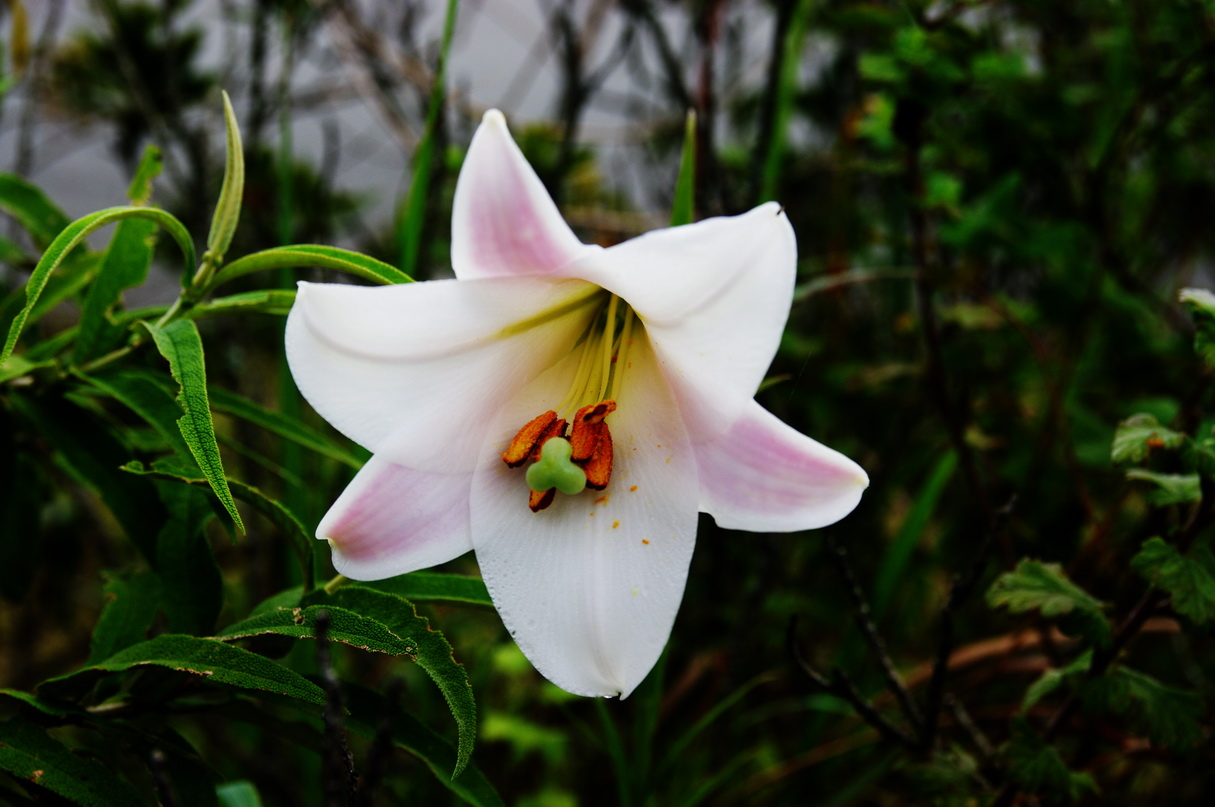
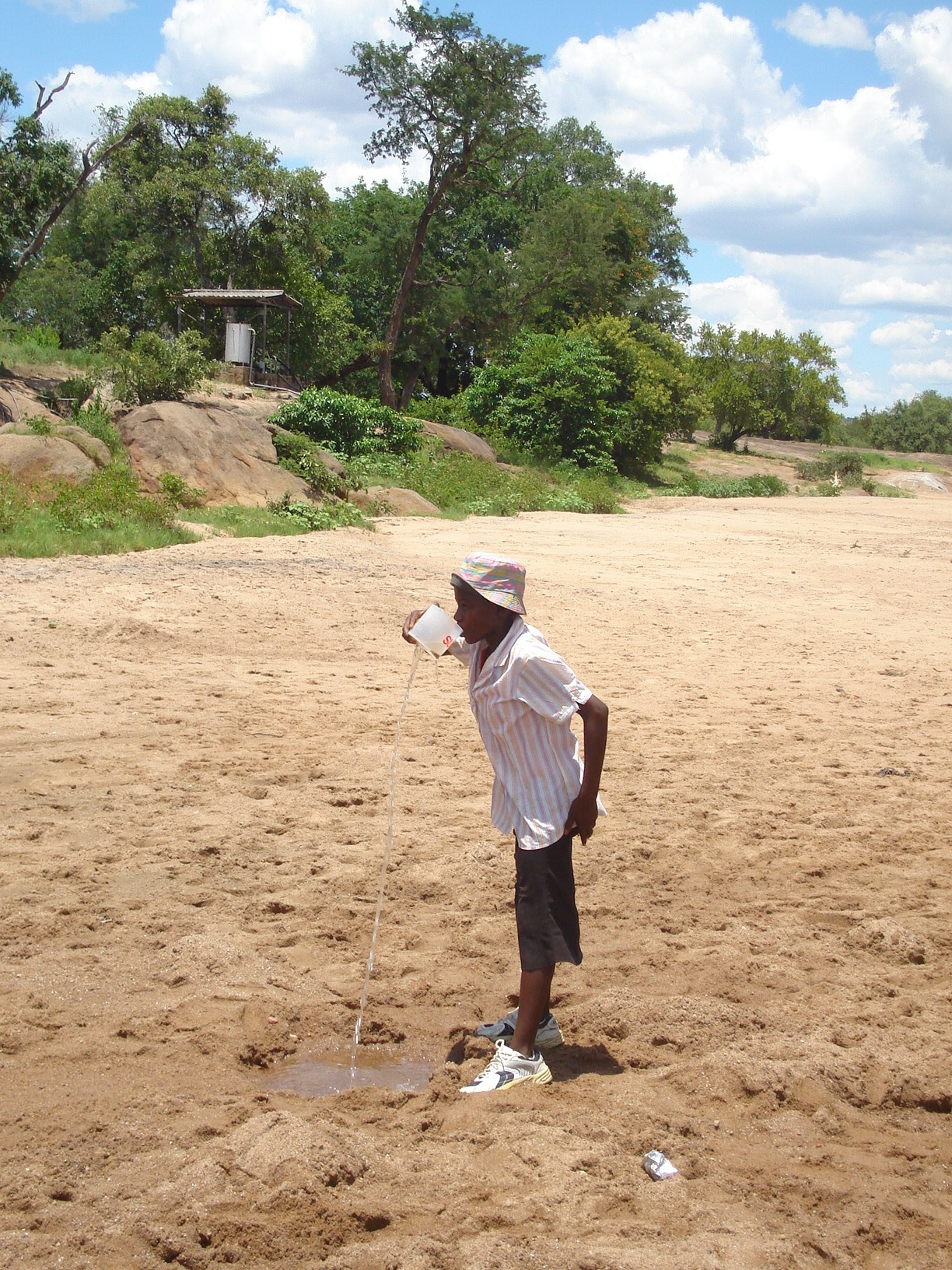
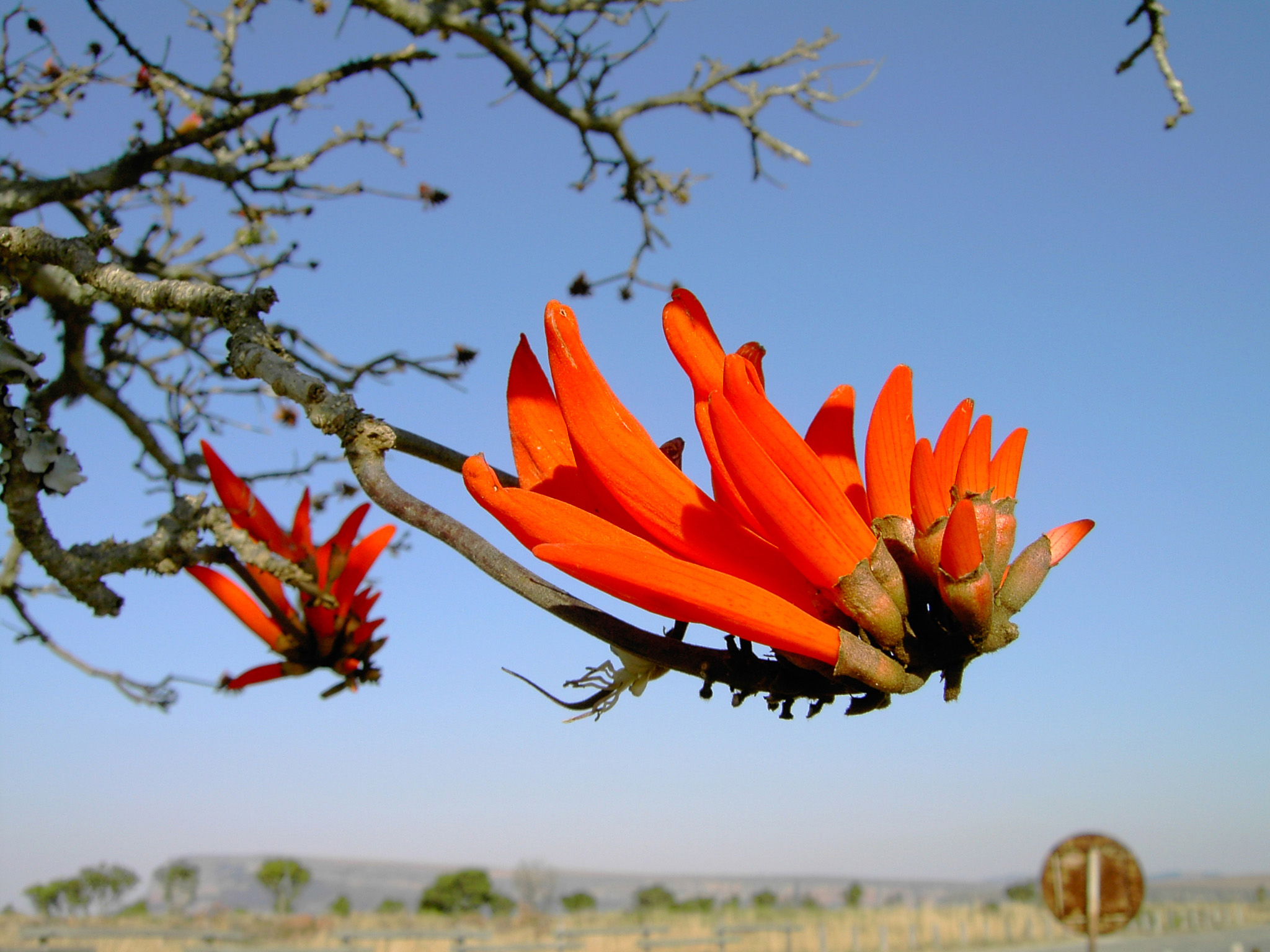
цветок кораллового дерева
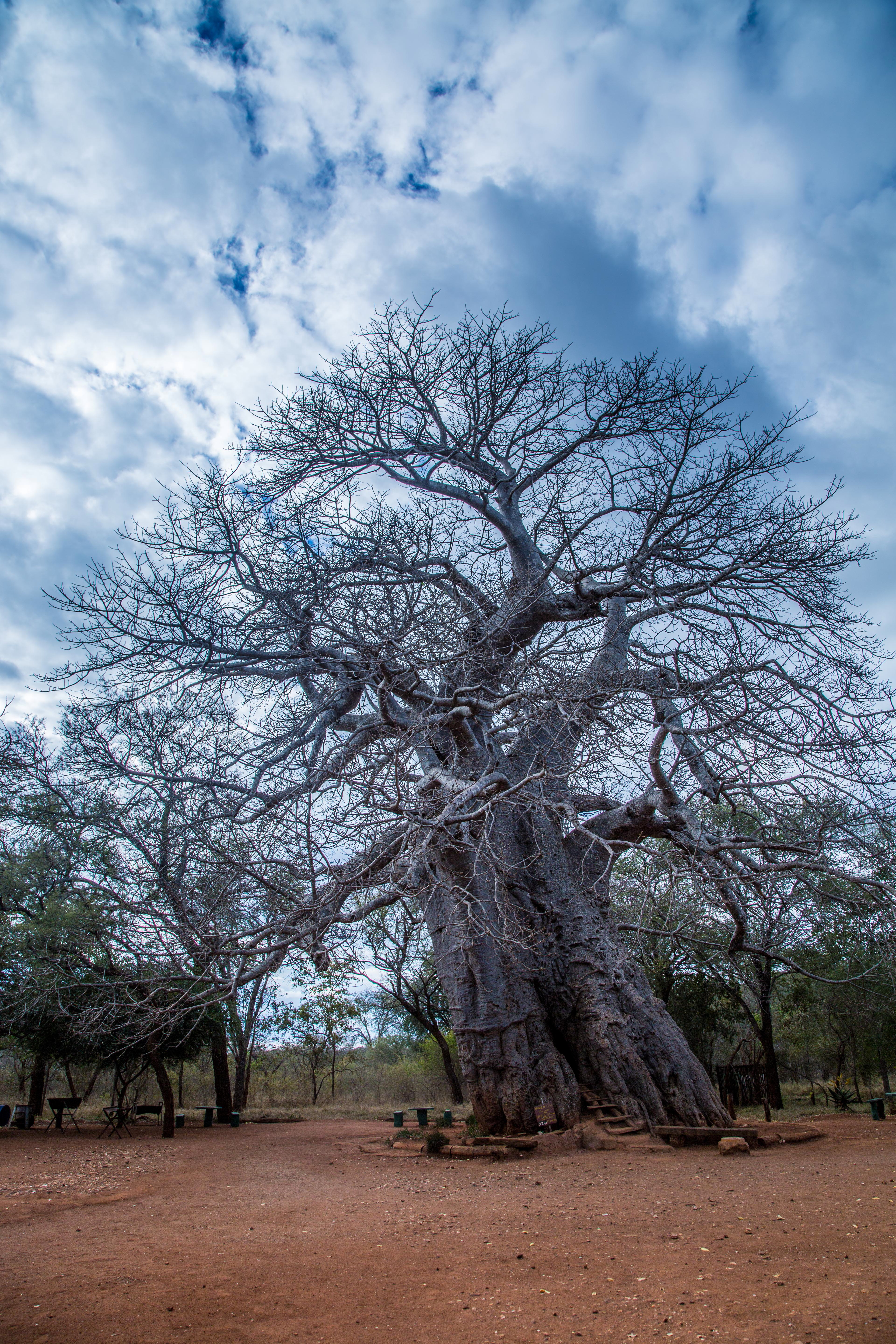
баобаб
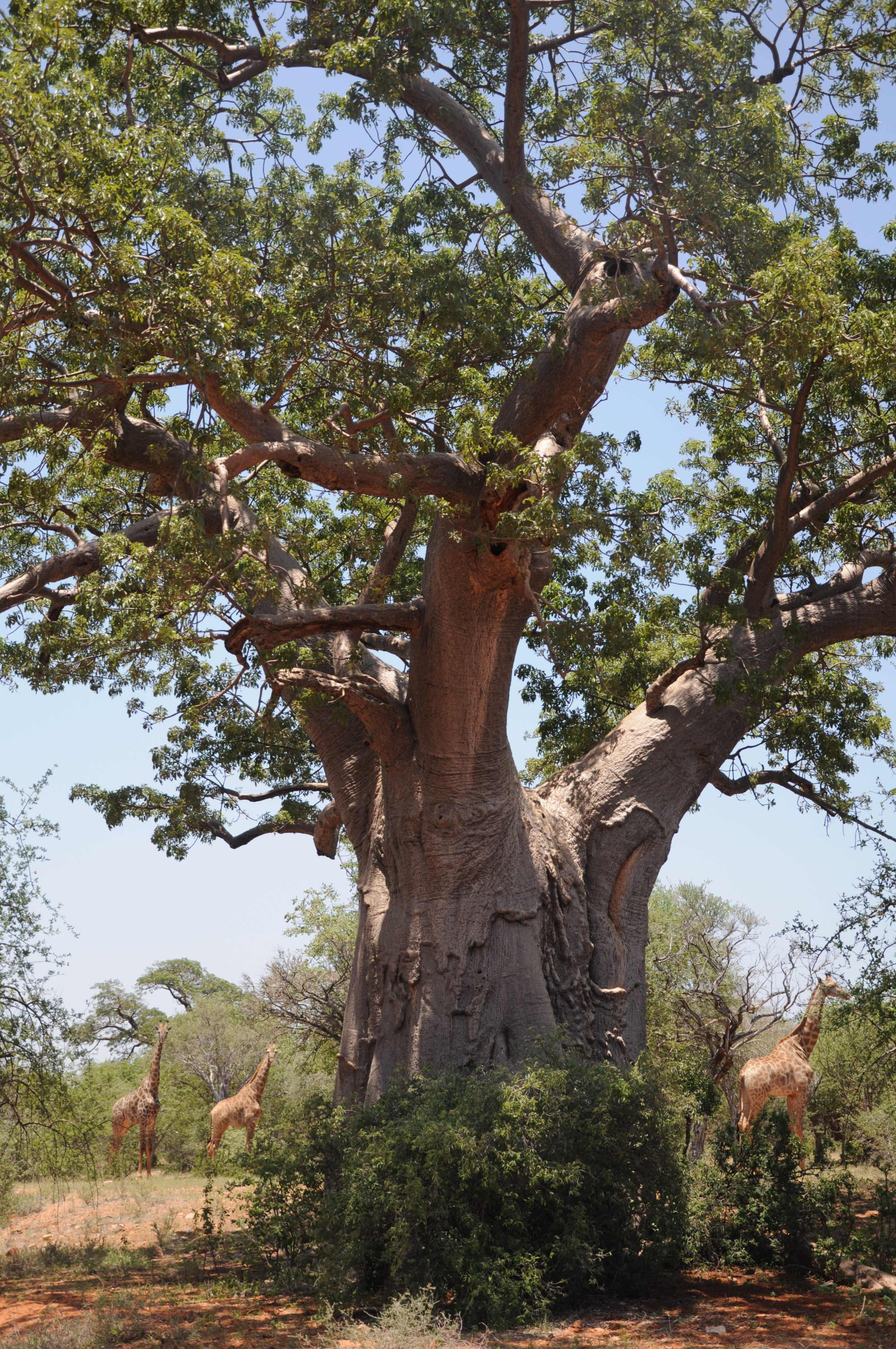
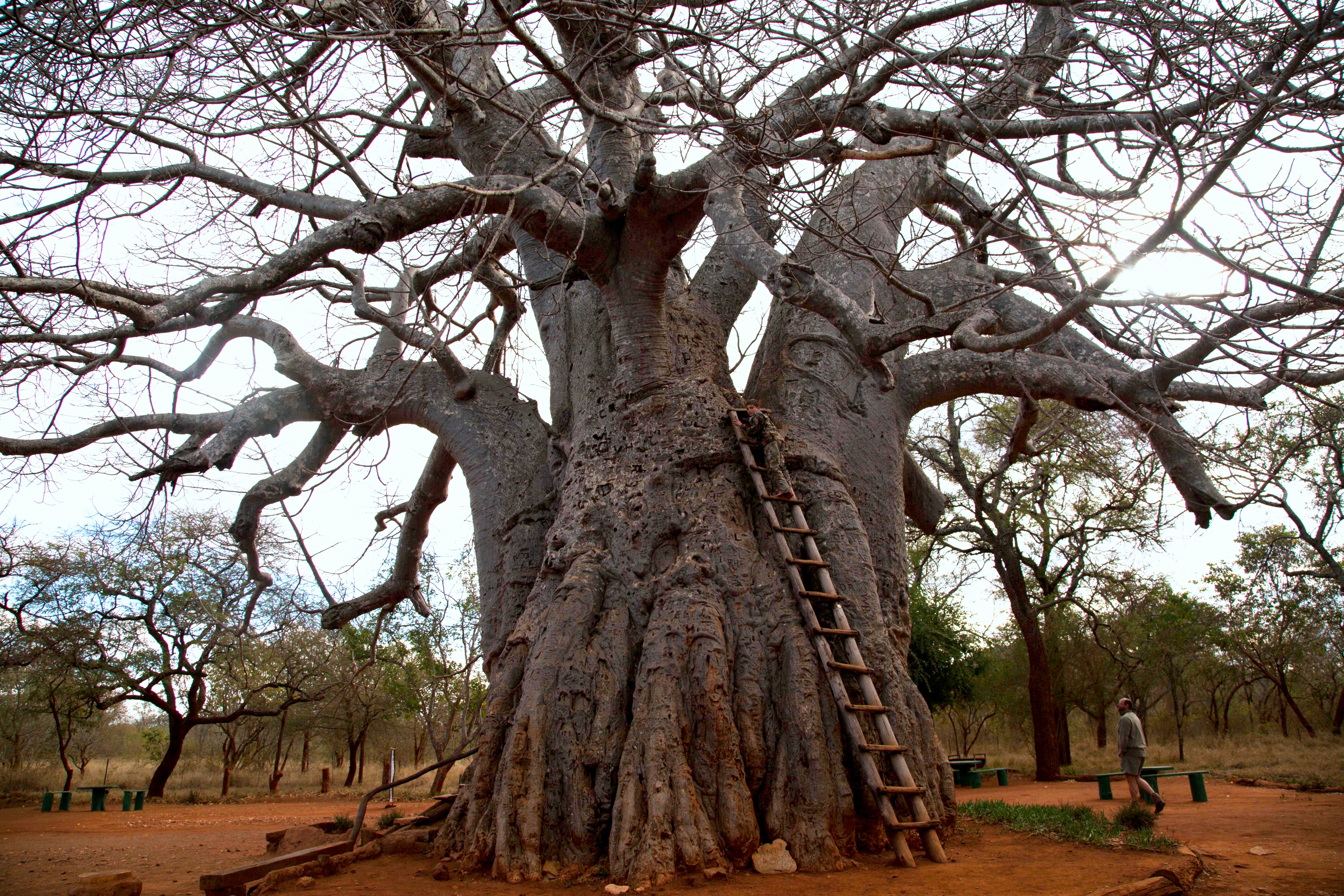
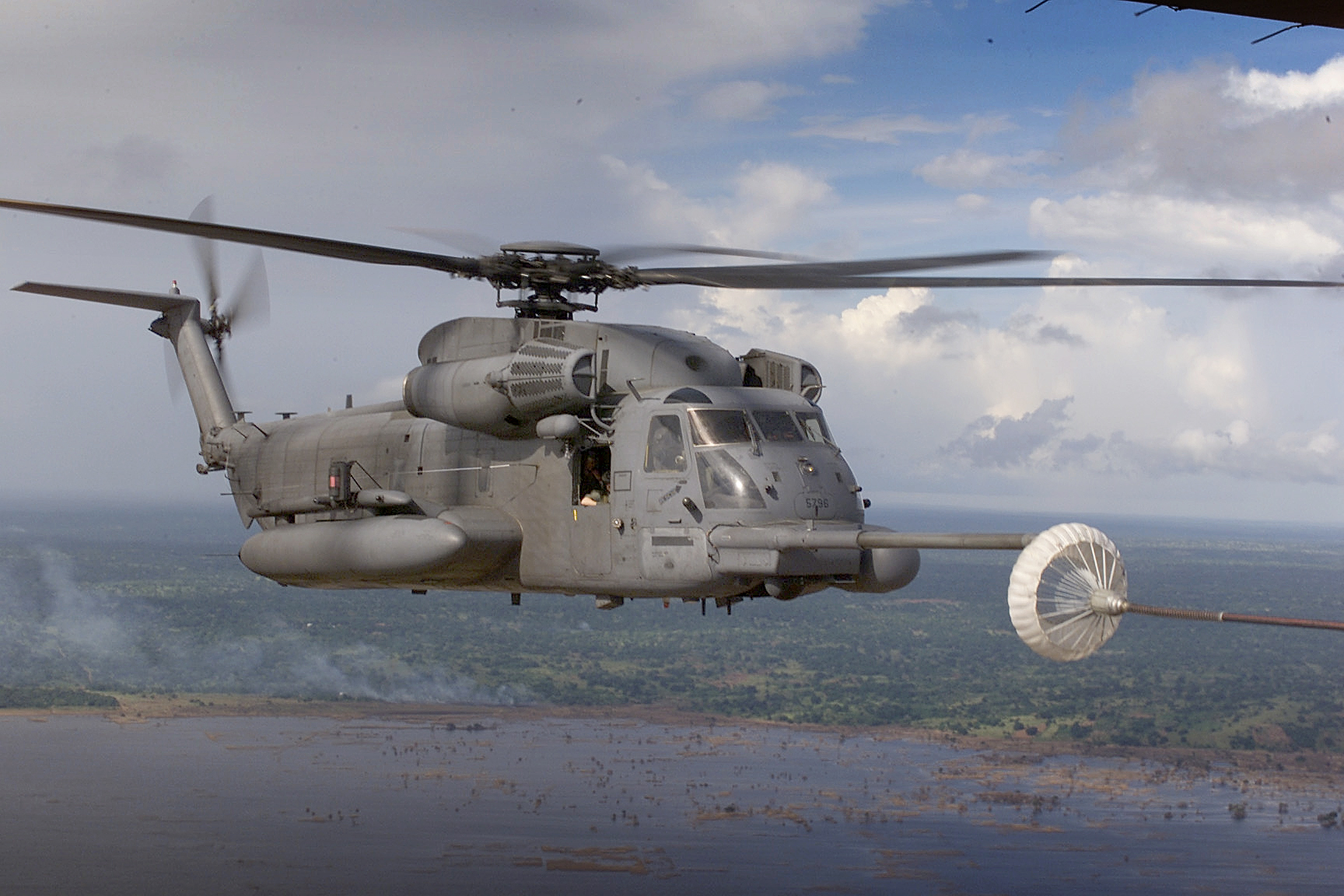
вертолет MH-53M во время миссии спасения населения от наводнения

### Горы

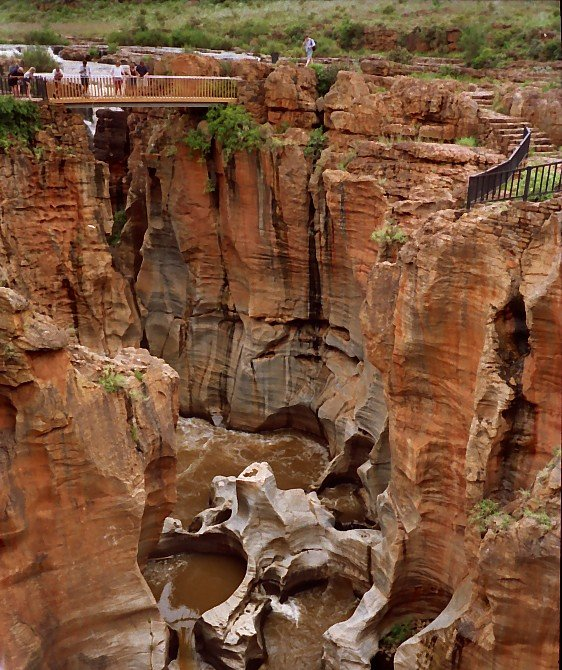
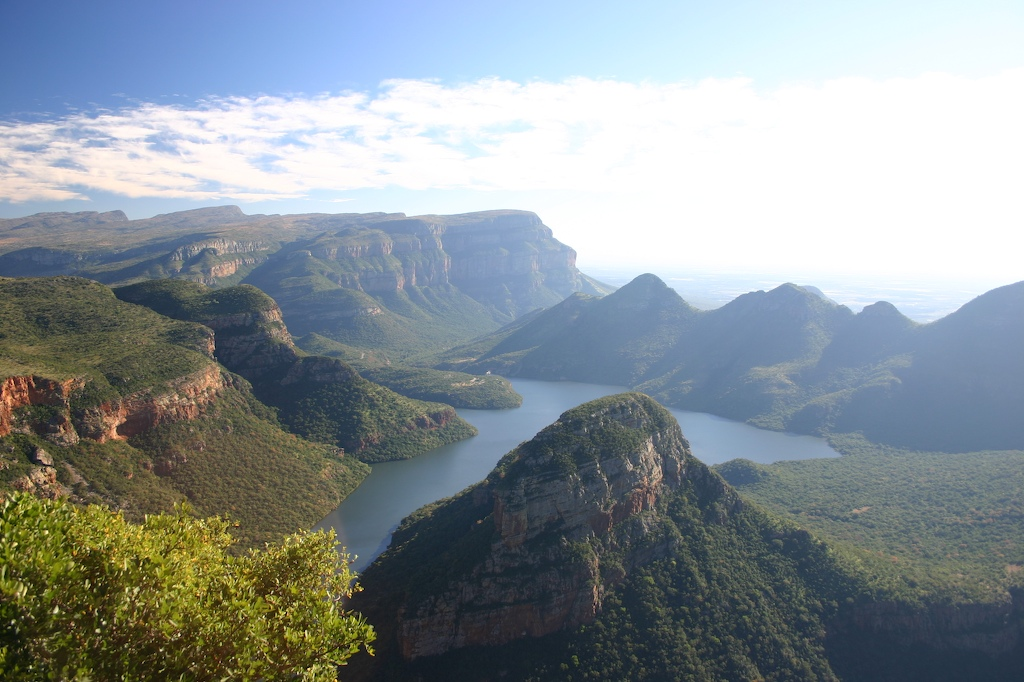
Каньон Блайд-ривер
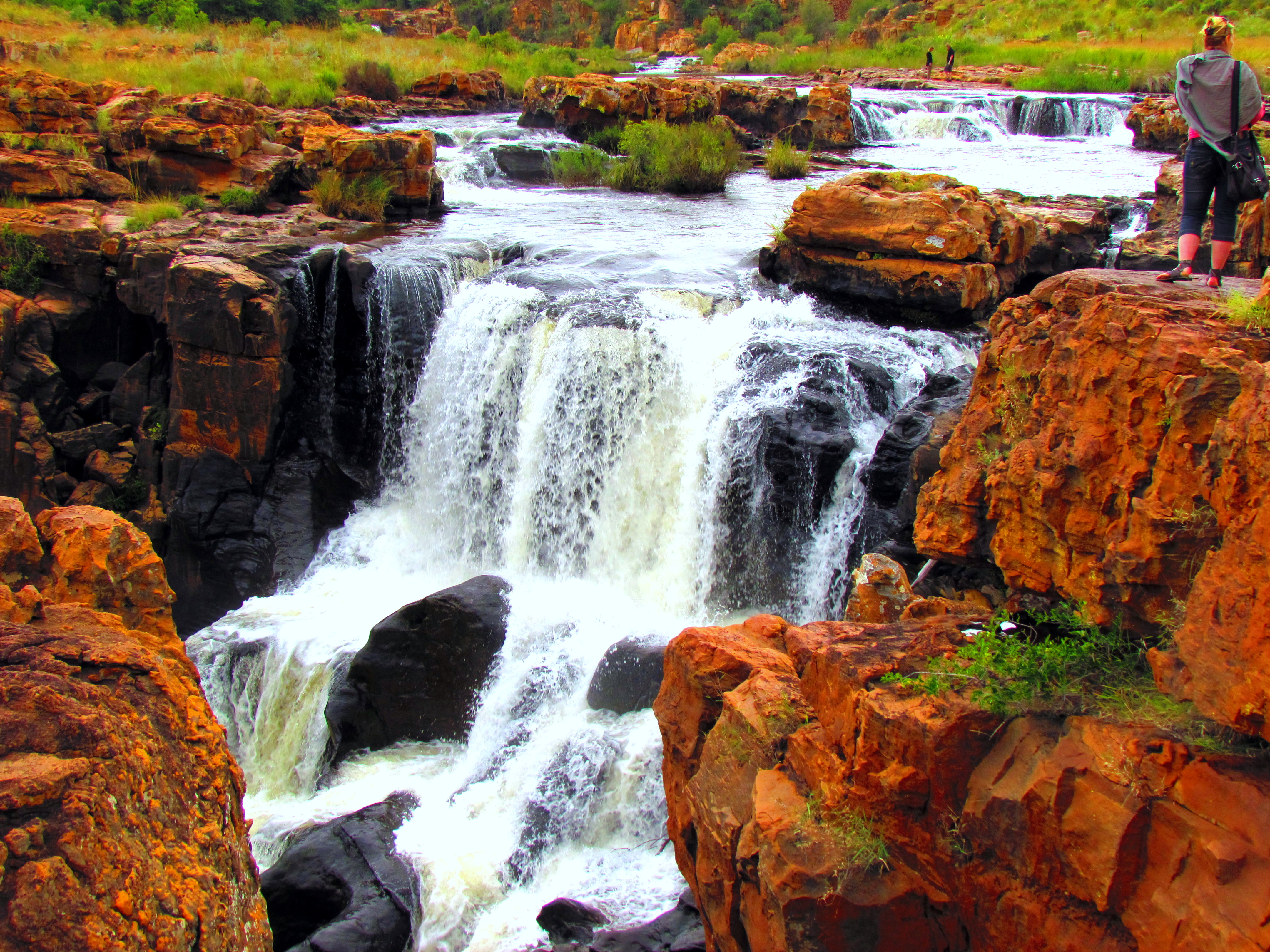
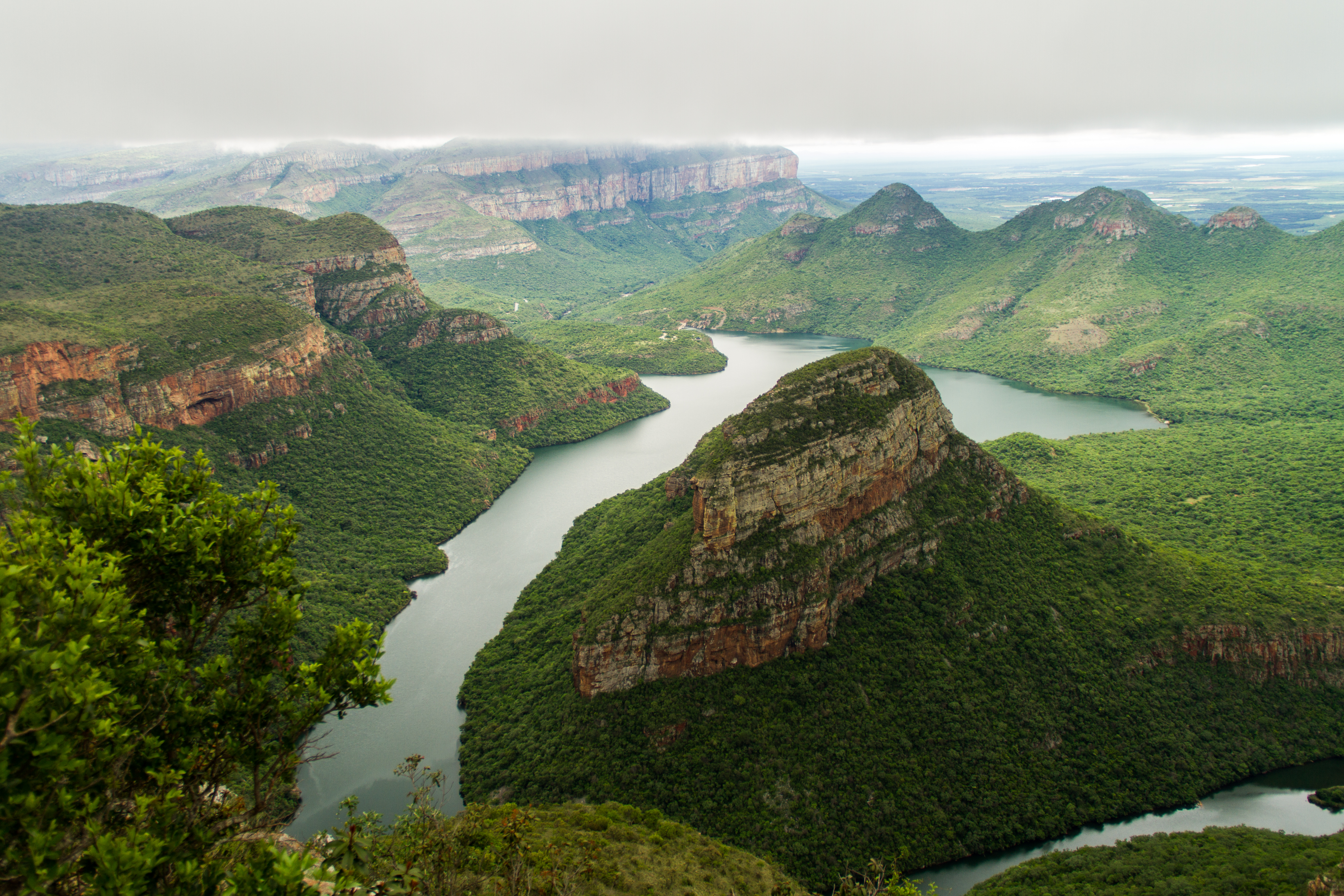
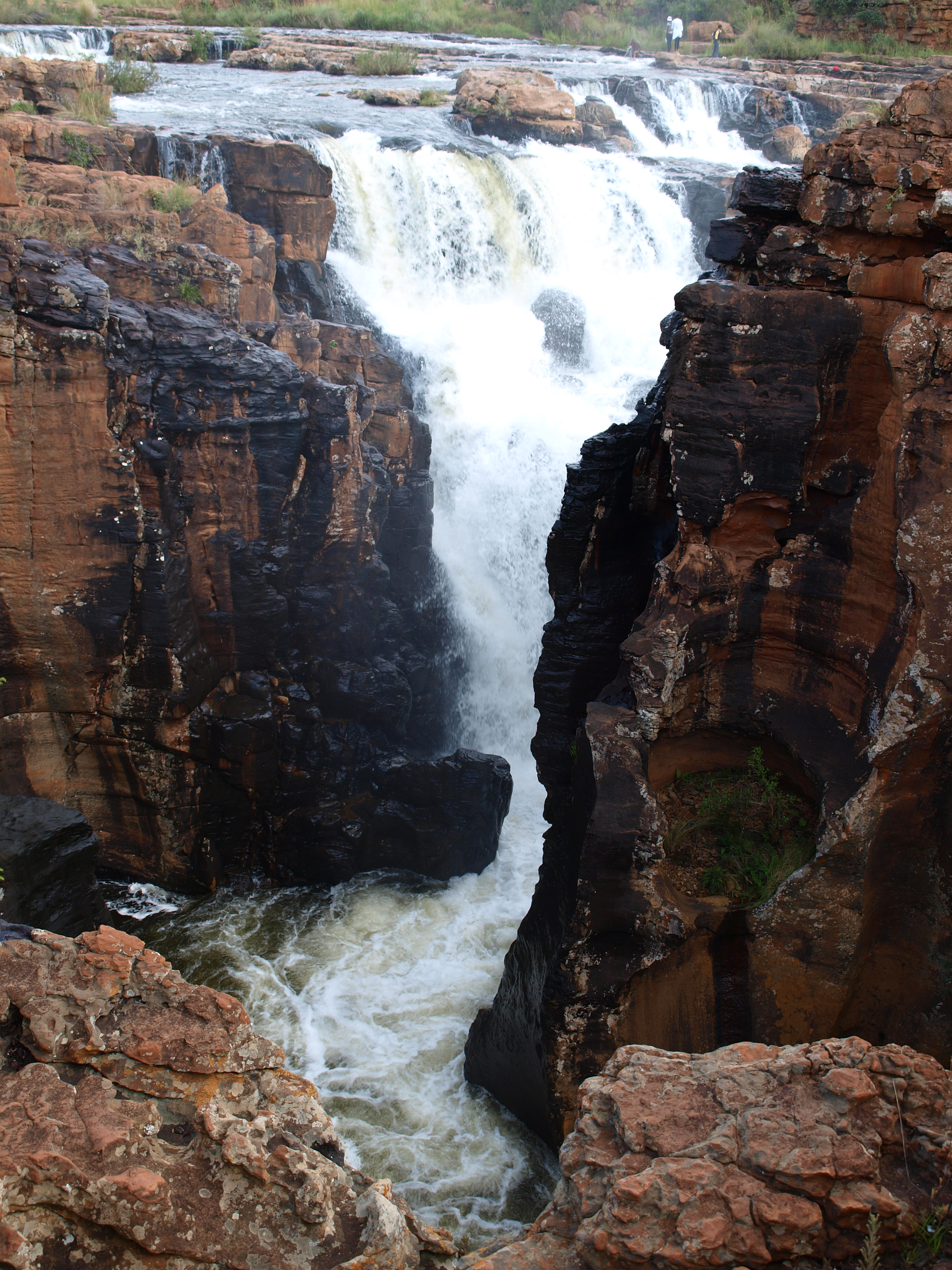
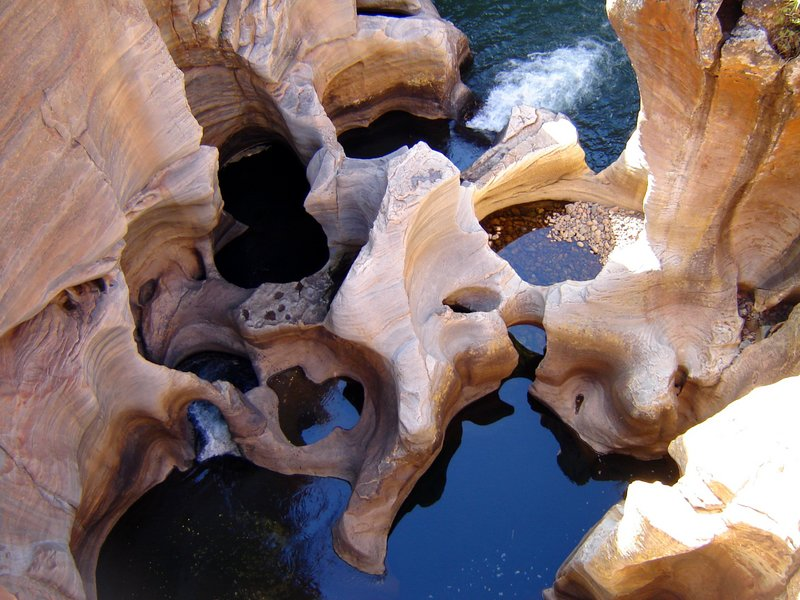
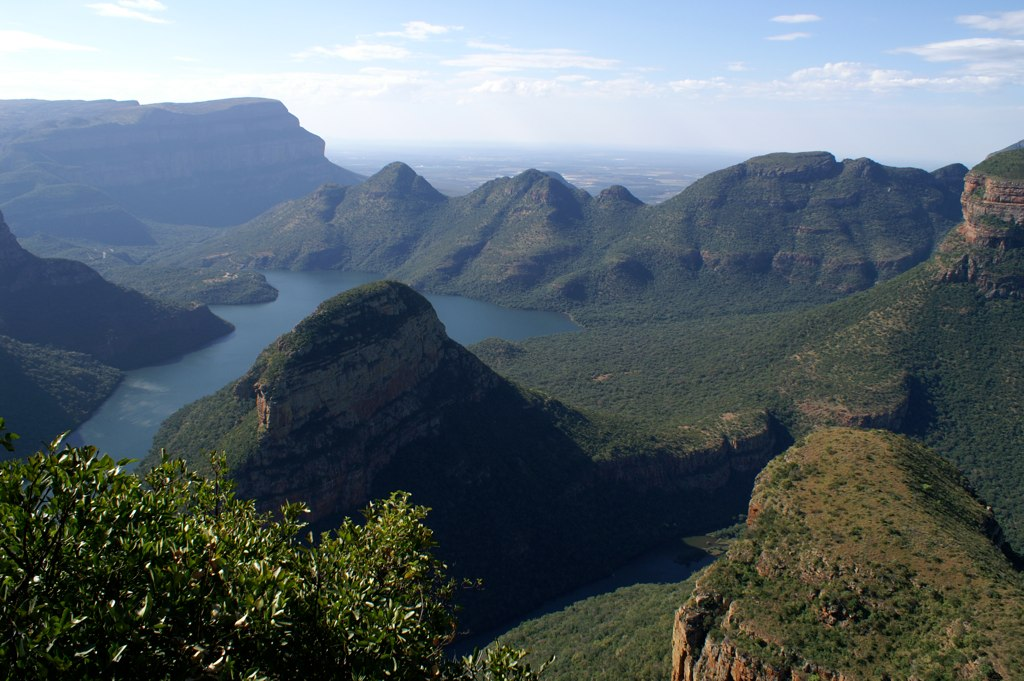
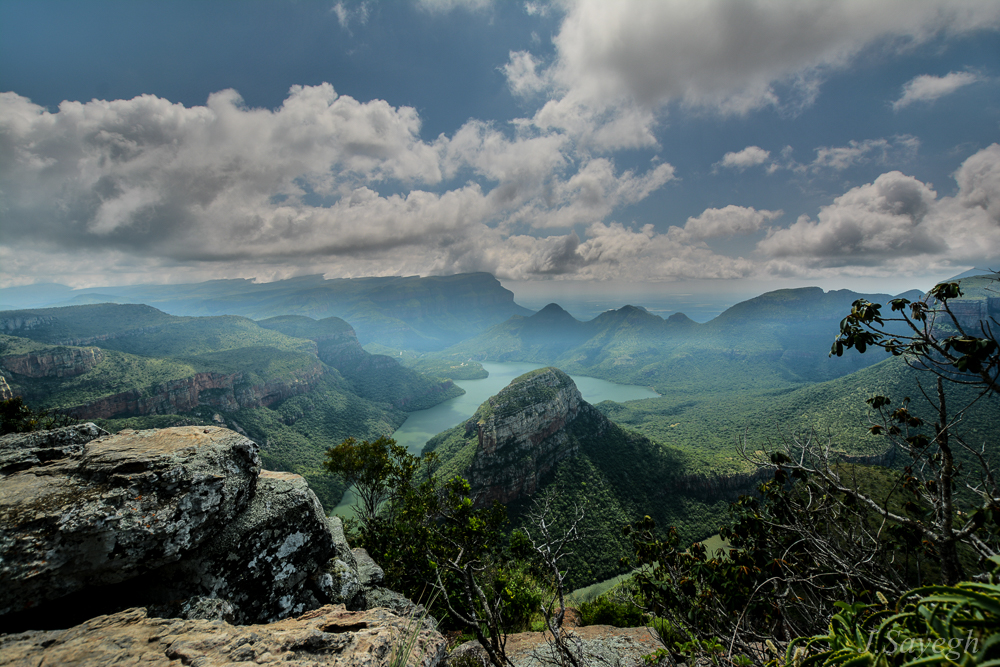
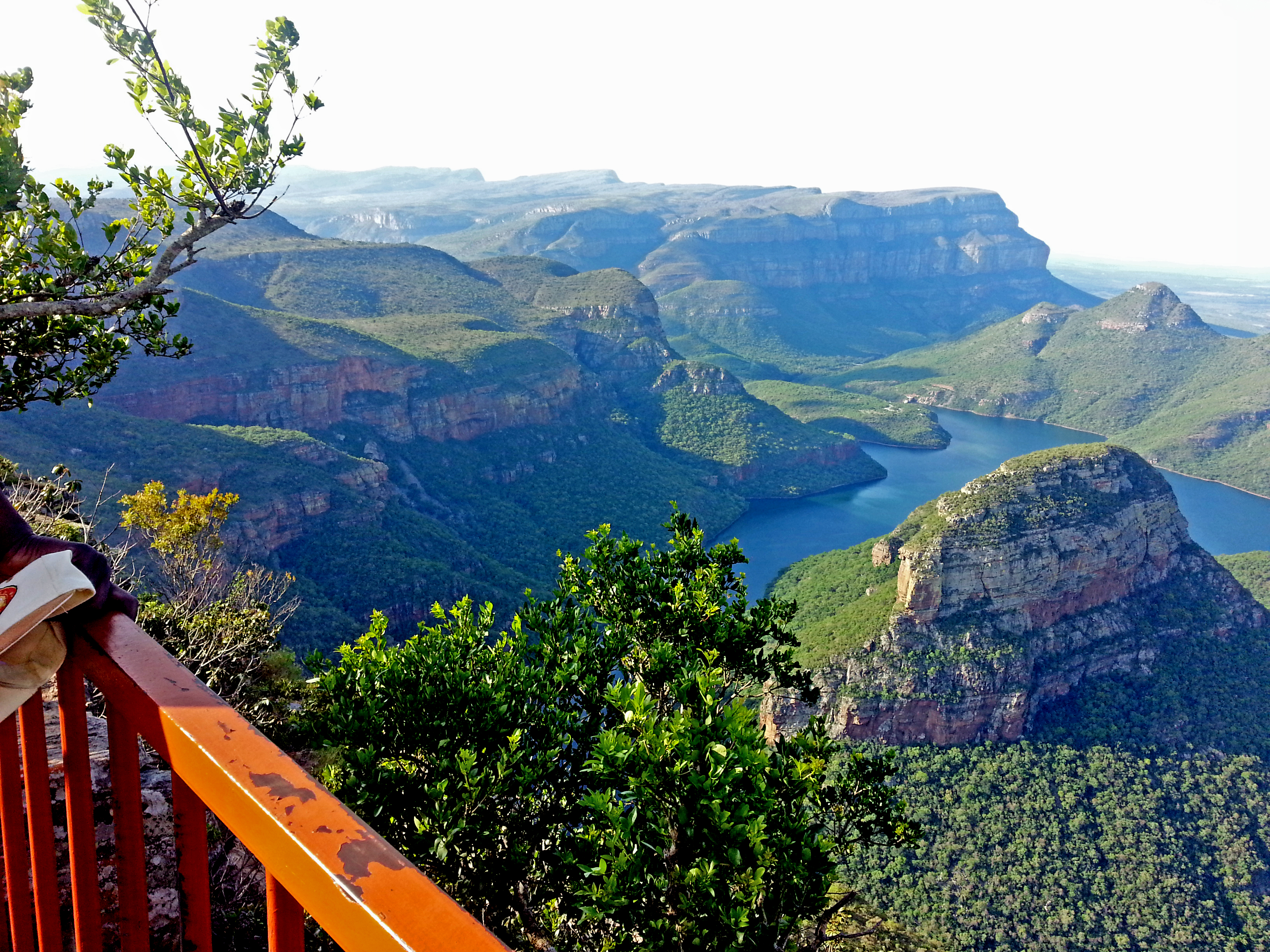
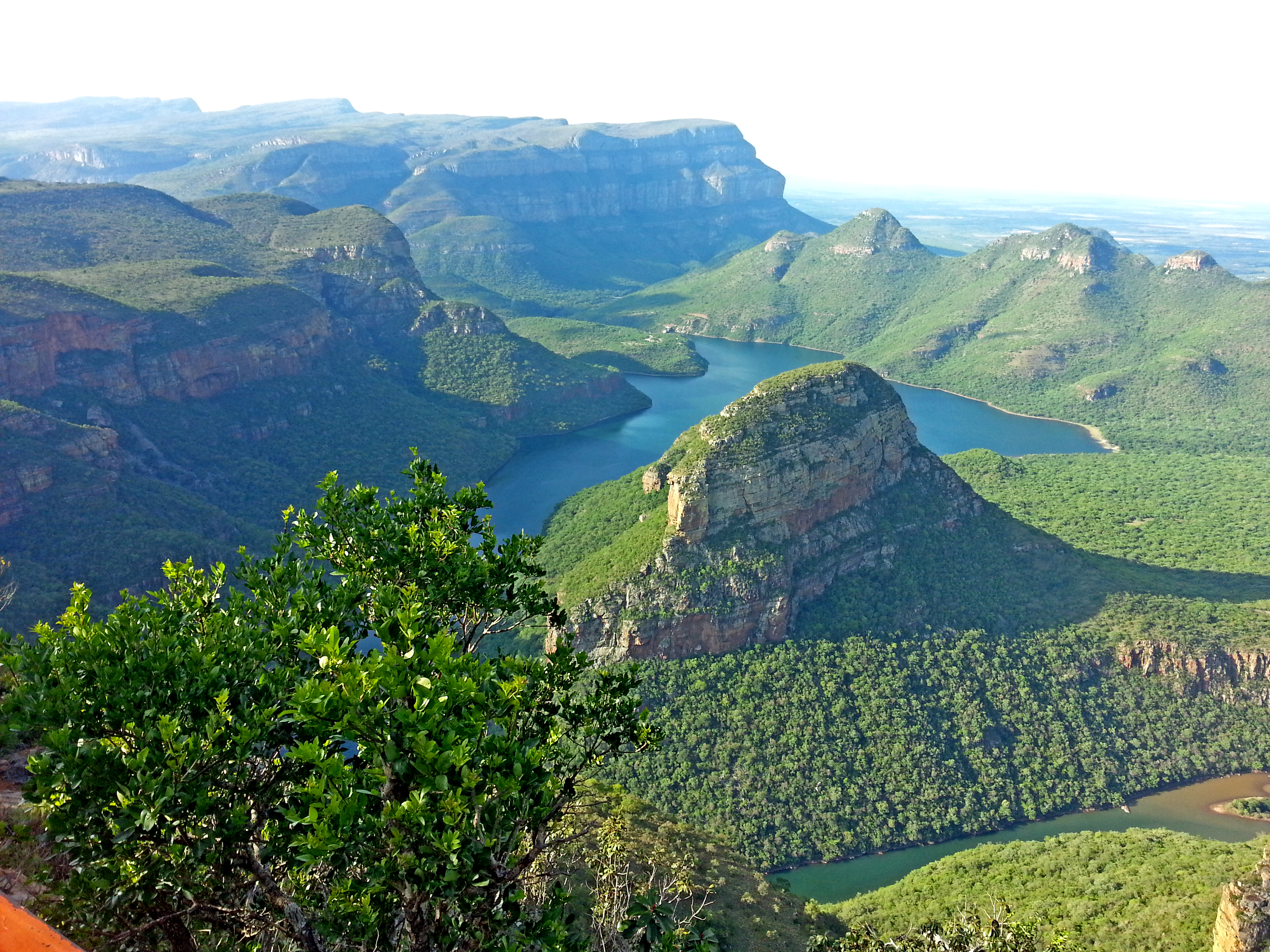
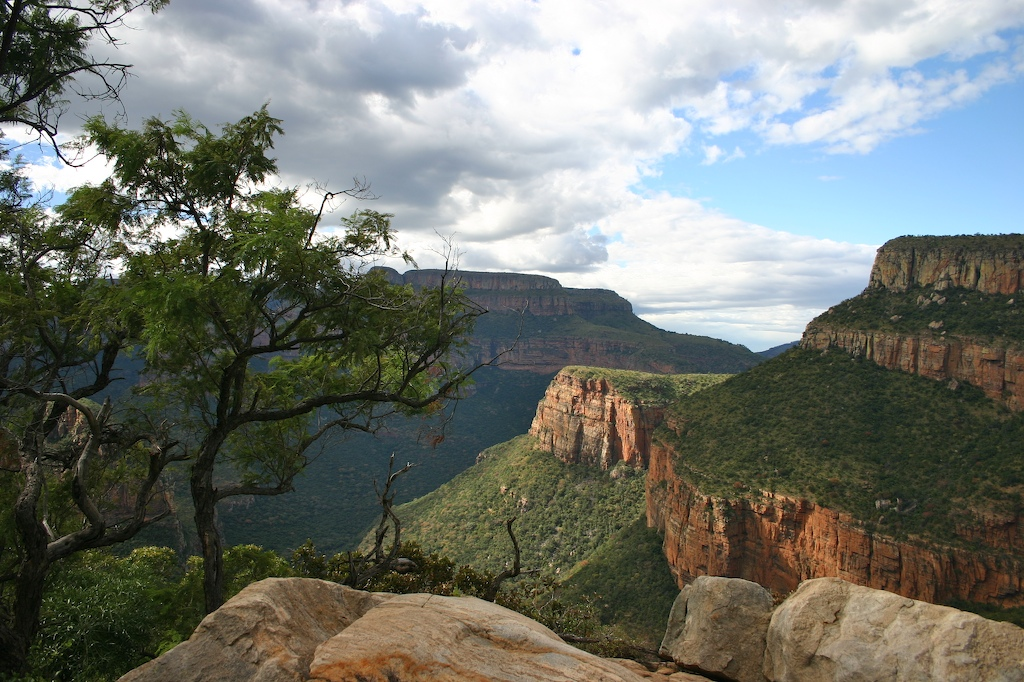
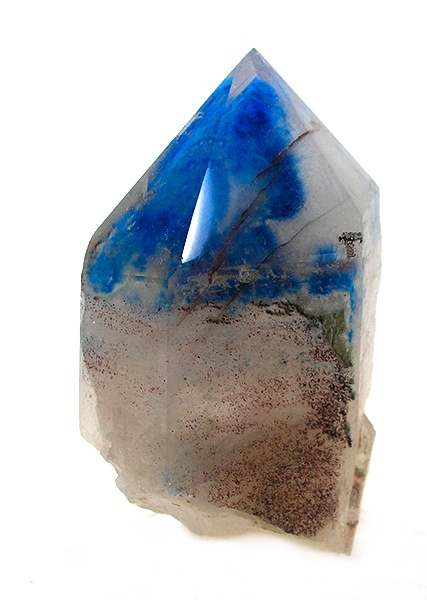
кварц с гор